# NGC 1406
NGC 1406 ist eine Balken-Spiralgalaxie mit ausgedehnten Sternentstehungsgebieten vom Hubble-Typ SBbc im Sternbild Fornax am Südsternhimmel. Sie ist schätzungsweise 43 Millionen Lichtjahre von der Milchstraße entfernt und hat einen Durchmesser von etwa 55.000 Lichtjahren.
Das Objekt wurde von dem Astronomen John Herschel am 18. November 1835 mit seinem 47,5-cm-Spiegelteleskop entdeckt.